# Dominic Ignatius Ekandem
Dominic Ignatius Ekandem (1917–1995), foi um cardeal católico romano e foi o primeiro bispo católico da África Ocidental .
Nascido no estado de Cross River, na Nigéria, Ekandem frequentou vários seminários católicos antes de se tornar padre. Foi ordenado em 7 de dezembro de 1947 e tornou-se o primeiro sacerdote da antiga província de Calabar. Em abril de 1976 foi designado cardeal.